# Naturschutzbund Österreich
Der Naturschutzbund Österreich ist eine unabhängige österreichische Naturschutzorganisation.

## Zweck
Der Naturschutzbund Österreich setzt sich im Interesse der Allgemeinheit seit über 100 Jahren für eine dauerhafte Sicherung der Natur als Lebensgrundlage für Menschen, Tiere und Pflanzen ein. Die auch über die Grenzen hinausgehenden Aktivitäten tragen dazu bei, Arten und Lebensräume zu schützen, das Bewusstsein über den Wert natürlicher und naturnaher Lebensräume zu stärken sowie eine naturverträgliche Nutzung der natürlichen, nicht vermehrbaren Lebensgrundlagen zu sichern und zu fördern.
Die Bemühungen des Naturschutzbundes reichen von der Lösung lokaler Naturschutzprobleme bis zu großen Strategien zur Erhaltung der österreichischen Biosphäre. Die Hauptarbeit gilt jedoch immer der Erhaltung bedeutender österreichischer Naturwerte beispielsweise durch Naturfreikauf.
Konkret engagiert sich der Naturschutzbund außerdem für Wolf, Luchs, Wildkatze und Fischotter und ist aktiv an Projekten zum Grünen Band beteiligt.

## Struktur
Es gibt circa 80.000 Mitglieder in ganz Österreich, die in 9 Landesgruppen und zahlreichen Bezirks- und Ortsgruppen organisiert sind. Die Bundesgeschäftsstelle hat ihren Sitz in Salzburg, wo bundesweite Themen und Aktionen koordiniert werden.
Die Jugendorganisation des Naturschutzbundes ist die Österreichische Naturschutzjugend, kurz önj, die 1952 von Eberhard Stüber gegründet wurde.
Eine weitere Organisation unter dem Dach des Naturschutzbundes Österreich war die ARGE Biogas. Sie verstand sich als überparteiliche, gemeinnützige Gruppe von Landwirten, Biogas-Fachexperten und engagierten Personen und hatte sich zum Ziel gesetzt, Landwirte und politische Entscheidungsträger über Biogas zu informieren und sie für dessen intensive Nutzung zu gewinnen.
Das Wappentier des Naturschutzbundes Österreich ist der Fischotter.

## Geschichte

### Anfangsjahre
Der Naturschutzbund wurde 1913 gegründet und ist eine der ältesten Natur- und Umweltschutzorganisationen Österreichs. Die Gründer Adolf Ritter von Guttenberg (1839–1917), Günther Schlesinger (1886–1945), Rudolf Amon (1891–1964) und Eduard Paul Tratz (1888–1977) erkannten bereits vor dem Ersten Weltkrieg die Gefahren des beginnenden technischen Zeitalters und wollten dem durch die Gründung eines großen Naturschutzverbandes entgegenwirken.
Der Naturschutzbund, wie es ihn heute gibt, entstand aus dem Österreichischen Verein Naturschutzpark, der 1912 auf Initiative von Adolf Ritter von Guttenberg, Professor an der Universität für Bodenkultur, konstituiert wurde. Dieser Verein wird seit 1924 – mit Unterbrechung zwischen 1936 und 1948 – bis heute Naturschutzbund genannt. Grund war das Drängen einiger Kreise, die Tätigkeit auf alle Zweige des Naturschutzes zu erweitern. Bis dahin beschäftigte sich der Verein in erster Linie mit dem Heimatschutz und der Denkmalpflege.
Bis 1935 entstanden in den einzelnen Bundesländern Naturschutzgesetze, an denen der Naturschutzbund maßgeblich beteiligt war. Im Jahr 1936 pachtete der Naturschutzbund die erste Salzlacke mit einer Größe von über 200 ha am Neusiedler See.

### Nationalsozialismus
Ab Mitte 1938 wurde die Österreichische Gesellschaft für Naturschutz und Naturkunde nunmehr Donauländische Gesellschaft für Naturkunde und Naturschutz genannt und stand unter der Leitung von Günther Schlesinger. Mit der Verstaatlichung des Naturschutzes wurde der Naturschutzbund aufgelöst und das freie Vereinswesen quasi ausgelöscht.
Schlesinger ordnete nach dem Anschluss den Ausschluss sämtlicher jüdischer Mitglieder an: „Sollten sich unter den Mitgliedern der ÖGN Personen mit einem oder mehreren jüdischen Großeltern befinden, so haben diese unverzüglich ihren Austritt anzumelden.“ Mitglieder in sämtlichen Naturschutz-, Verschönerungs- und Fremdenverkehrsvereinen können nur Personen sein, „die nach den Nürnberger Rassengesetzen nicht als Juden oder jüdische Mischlinge gelten.“
Auch stellte er in den Blättern die Ziele der Österreichischen Gesellschaft für Naturschutz und Naturkunde vor, darunter den „Kampf um den deutschen Menschen ... den volksfremden, jüdischen Geist ... in seine Schranken zu weisen“, denn: „Der Jude hat keine Heimat ... Judentum und deutsche Natur sind unvereinbare Begriffe.“
Im Kriegsjahr 1944 mussten die Blätter für Naturschutz und Naturkunde eingestellt werden.
Eine genauere Aufarbeitung der Geschichte des Naturschutzbundes unter dem Nationalsozialismus gestaltet sich auch deshalb als schwierig, da ein Mitarbeiter angesichts der heranrückenden Alliierten sämtliche Akten verbrannte.

### Nach 1945

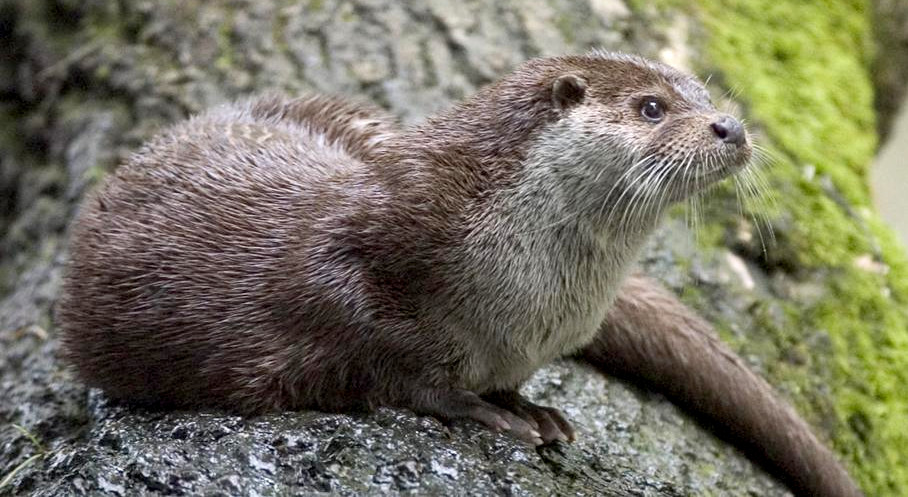
Fischotter (Lutra lutra)

Am 20. Jänner 1948 ging aus der Donauländischen Gesellschaft für Naturkunde und Naturschutz wieder der Österreichische Naturschutzbund (ÖNB) hervor, zunächst mit dem Untertitel Gesellschaft für Naturkunde und Naturschutz.
Seit 1947 darf der Naturschutzbund das Bundeswappen führen. Im Folgejahr bekam der ÖNB seinen Sitz im Naturhistorischen Museum in Wien.
1952 wurde von Eberhard Stüber die Österreichische Naturschutzjugend gegründet. An der Schaffung der CIPRA im selben Jahr war der ÖNB ebenfalls mitbeteiligt. Weitere Salzlacken konnten im Burgenland angekauft werden. 1959 wurde der ÖNB unter Curt Fossel, dem steirischen Obmann, in neun selbständige Landesgruppen aufgeteilt, sodass der ÖNB seither als Dachorganisation fungiert.
1964 übersiedelte die Bundesgeschäftsstelle von Wien nach Graz. 1965 wurde Manfred Mautner Markhof als Vorsitzender des ÖNB von Georg Thurn-Valsassina abgelöst, 1967 folgte Eduard Paul Tratz.
1970 wurde die Naturschutzakademie des Naturschutzbundes gegründet und unter dem Namen Naturschutzzentrum als wissenschaftlicher Verein eingetragen. Im Jahr 1970 konnte der Naturschutzbund ein erstes Europäisches Naturschutzsymposium in Innsbruck abhalten. Auf der Turracher Höhe wurde ein Luchs wieder eingebürgert. Der ÖNB bewirkte durch den Ankauf von Grund wesentlich den Naturpark Buchberg im Land Salzburg. 1972 übersiedelte der ÖNB nach Salzburg.
1980 veranlasste der ÖNB das Anlegen des Naturlehrweges im Rauriser Urwald durch den Lenzinger Lehrer Rupert Resch, die Eröffnung erfolgte durch Bundespräsident Rudolf Kirchschläger. Die 29. Naturschutztage 1981 fanden unter dem Motto „Muss Sport Natur zerstören?“ statt. Der 31. Österreichische Naturschutztag (ÖNT) 1984 fand unter dem Motto „Hat unser Wald noch eine Chance?“ statt.
1990 wurde das Fischotter-Symbol neues Logo des ÖNB. 1994 verabschiedete der ÖNB eine kritische Stellungnahme zum künftigen EU-Beitritt Österreichs. 1996 unterstützten ÖNB und önj erfolglos die Bürgerinitiative Traun gegen den Kraftwerksbau bei Lambach.
Nach 39 Jahren als Präsident des Naturschutzbundes Österreich übergab Eberhard Stüber am 21. Mai 2011 in einer Generalversammlung den Vorsitz an Universitätsprofessor Roman Türk.
Im Januar 2016 protestierte der ÖNB gegen die Aberkennung der Ehrendoktorwürde von Konrad Lorenz durch die Universität Salzburg. Lorenz war viele Jahre Ehrenpräsident des ÖNB gewesen. Die Universität Salzburg hatte Lorenz die Ehrendoktorat aufgrund seines Engagements für die Rassenideologie des Nationalsozialismus aberkannt. Der ÖNB erklärte, es handle sich um einen „geradezu lächerlichen Versuch“, einen österreichischen Wissenschaftler und Nobelpreisträger zu „disqualifizieren“.

## Zeitschrift natur&land
Am 1. Dezember 1913 gab der Verein für Landeskunde von Niederösterreich mit Günther Schlesinger (1886–1945) erstmals die Blätter für Naturschutz und Naturkunde heraus. Diese erstmalige Herausgabe der Naturschutzzeitschrift Blätter für Naturkunde und Naturschutz Niederösterreichs […] gilt heute als das Gründungsjahr des Naturschutzbundes.
Schlesinger, der Konservator am NÖ. Landesmuseum und Obmann des Vereins Naturschutzpark war, erreichte, dass die Blätter auch an die Mitglieder des Österreichischen Naturschutzbundes abgegeben werden konnten. Wie vernetzt damals die „Naturschutzszene“ war, zeigt, dass die Blätter auch dem Österreichischen Lehrerverein für Naturkunde und der Fachstelle für Naturschutz als Mitteilungsorgan dienten. Erste gemeinsame Adresse der Blätter und des Naturschutzbundes war die Herrengasse in Wien.
In den Jahren 1934 bis 1938 gab Schlesinger die Zeitschrift Hain sowie den Junghain für Kinder heraus. „Aus historischen Quellen darf geschlossen werden, dass er, der Begründer von natur&land und erster Obmann des Naturschutzbundes, Teil des NS-Systems war und hier Karriere machte.“ Das zeigen auch fragwürdige Publikationsthemen zwischen 1938 und 1945. Im Kriegsjahr 1944 mussten die Blätter für Naturschutz und Naturkunde eingestellt werden.
Nach dem Zweiten Weltkrieg erschien die Zeitschrift neu unter dem Titel „Natur und Land“.

## Aktionen

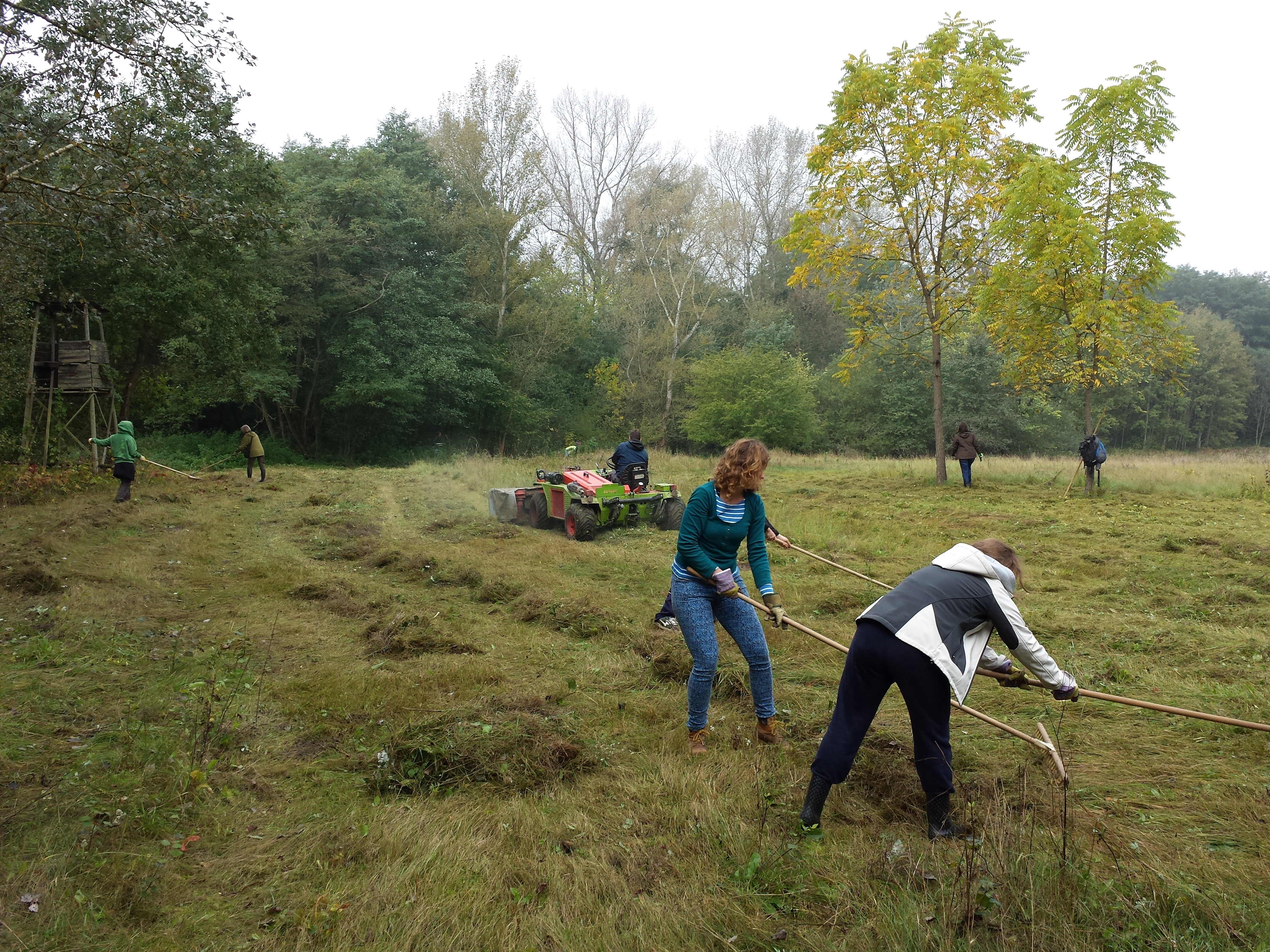
Pflegeeinsatz des Naturschutzbund Niederösterreich auf dem Sandfeld in den Marchauen bei Ringelsdorf-Niederabsdorf

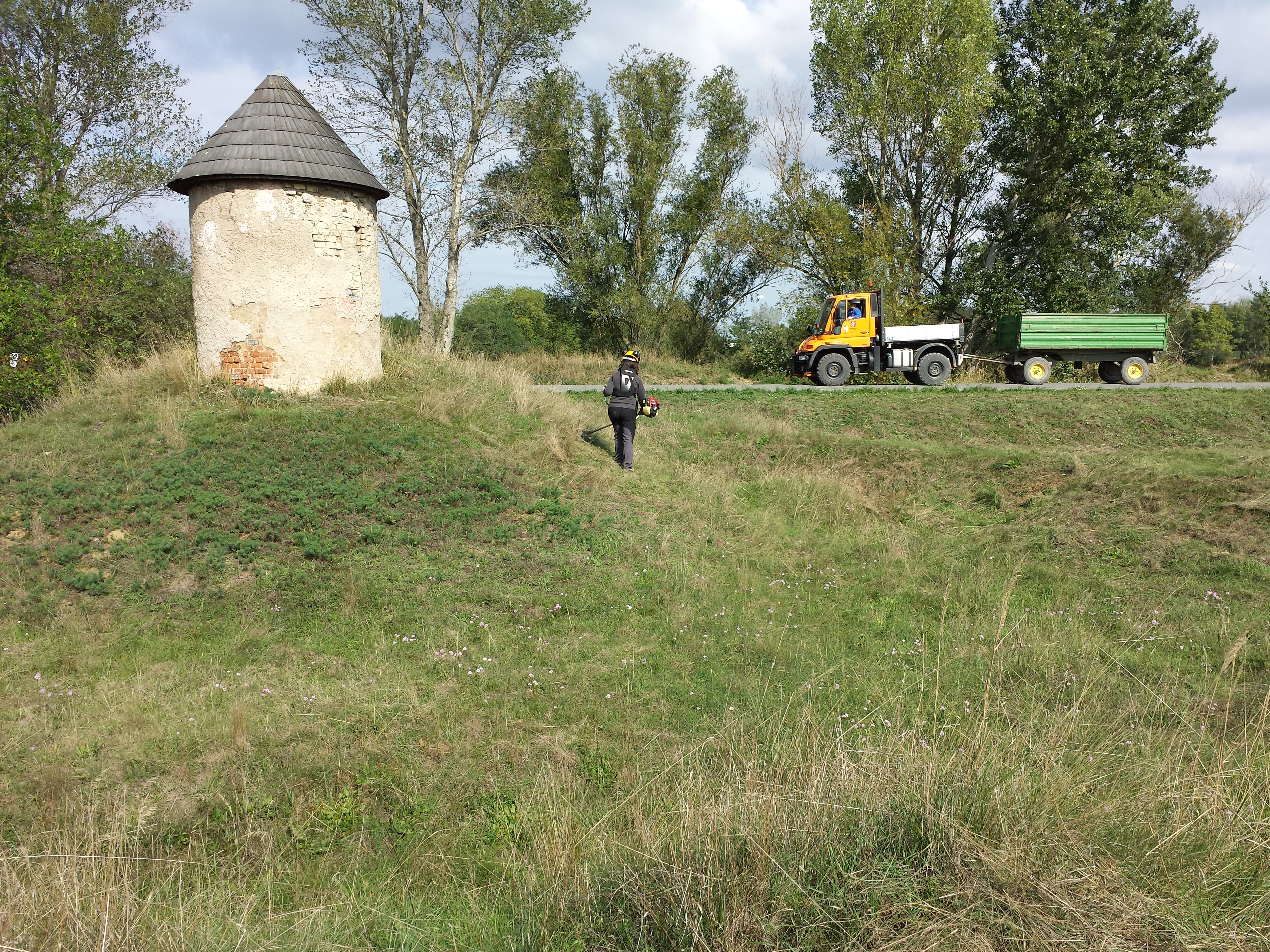
Pflegeeinsatz des Naturschutzbund Niederösterreich auf der Pulverturmwiese bei Marchegg

Als Petition zum Schutz des Wiener Wald- und Wiesengürtels wurden im Jahr 1921 200.000 Unterschriften an den Wiener Bürgermeister Karl Seitz übergeben.
Durch eine weitere Unterschriftenaktion mit 120.000 Unterschriften im Jahr 1952 verhinderten Ableitungen der Krimmler Wasserfälle, so dass sie in der ursprünglichen Form erhalten werden konnten.
Im Jahr 1958 konnte verhindert werden, dass die OMV in der Lobau eine weitere Raffinerie errichtet.
1959 stand unter dem Zeichen der Erhaltung der Wachau.
Maßgeblich war der Naturschutzbund an der Errichtung des Nationalparks Neusiedler See-Seewinkel durch zahlreiche Einzelaktionen, die sich über Jahre hinweg ziehen. So galt es vorerst 1971 eine Brücke über den See zu verhindern, was durch eine Unterschriftenaktion mit 200.000 Unterschriften gelang. 1978 erfolgte das Mattersburger Manifest und 1979 wurde das zweite europäische Naturschutzsymposium mit dem Ziel der Errichtung eines Nationalparks abgehalten.
Bei den Antiatominitiativen gegen das Kernkraftwerk Zwentendorf im Jahr 1978 und gegen die bayerische Wiederaufarbeitungsanlage Wackersdorf (WAA) war ebenfalls der ÖNB stark beteiligt.

### Natur verbindet
Unsere Landschaft soll bunter, struktur- und artenreicher werden. Das ist das Ziel des Naturschutzbundes, der mit seiner Kampagne NATUR VERBINDET dazu aufruft, artenreiche Magerwiesen zu erhalten, blühende Randstreifen und Böschungen anzulegen, Wegränder oder Bahndämme schonend zu pflegen und auch Gärten naturnah zu gestalten. Wichtige Partner sind vor allem jene, die für solche Flächen und deren Bewirtschaftung verantwortlich sind. „Jeder Quadratmeter zählt!“ ist das Motto, unter dem sie einen Beitrag für mehr Natur in der Kulturlandschaft leisten können und so Lebensraum für Mensch und Natur, Bienen und Blumen schaffen. 2020 ging aus der Initiative für eine artenreiche kleinstrukturierte Kulturlandschaft außerdem der Österreichische Wildbienenrat hervor.

### Naturbeobachtung.at
Außerdem hat sich der Naturschutzbund mit Citizen Science einen Namen gemacht: Seit 2006 lädt der Naturschutzbund auf der Online-Plattform „www.naturbeobachtung.at“ bzw. der gleichnamigen App dazu auf, die heimische Natur besser kennenzulernen, sie zu beobachten und Tiere, Pflanzen und Pilze zu melden. Die Melder bekommen auf der Plattform Experten-Hilfe beim Bestimmen der Funde, können sich mit anderen Naturliebhabern in einem Forum austauschen und erfahren Spannendes über bekannte und weniger bekannte Arten. Gleichzeitig unterstützen sie mit ihren Meldungen – über 600.000 bisher – die Biodiversitätsforschung in Österreich.

### Naturfreikauf
Im Laufe seiner über 100-jährigen Geschichte konnte der Naturschutzbund bereits mehr als 2.100 schutzwürdige Lebensräume im Ausmaß von mehr als 16,5 Mio. m² in Österreich in seine Obhut nehmen. Die Wiesen, Wälder und Moore sind einmalige Juwele unserer Natur- und Kulturlandschaft, die zu Überlebensinseln für gefährdete Tier- und Pflanzenarten wurden. Kauf oder Pacht ist oft der einzige dauerhafte Weg, diese wertvollen Lebensräume vor der Zerstörung zu bewahren. Zu diesen Flächen zählen unter anderem der Galgenberg bei Oberstinkenbrunn, die Pischelsdorfer Wiesen und Teile des Naturschutzgebietes Fehhaube-Kogelsteine.

## Österreichischer Naturschutzpreis
Seit 1975 vergibt der Naturschutzbund den Österreichischen Naturschutzpreis an Personen, die sich öffentlich für den Natur- und Umweltschutz in Österreich besonders verdient gemacht haben.